# Nolana dianae
Nolana dianae là loài thực vật có hoa trong họ Cà. Loài này được M.O. Dillon mô tả khoa học đầu tiên năm 2007.